# Monument de l'évêque Ignace Bourget
Le monument de l'évêque Ignace Bourget est une œuvre de Louis-Philippe Hébert située devant la basilique-cathédrale Marie-Reine-du-Monde à Montréal. 

## Description
Le monument à la mémoire de l'évêque Ignace Bourget fut dévoilé le 24 juin 1903, devant la réplique de la basilique Saint-Pierre du Vatican, dont il ordonna la construction. Un bas-relief montre l'évêque étudiant les plans pour la construction de l'édifice. Deux statues allégoriques représentent la Religion et la Charité. Il fut érigé tant par le clergé que par les fidèles qui ont contribué pour 25 000 $. Les sculptures et bas-reliefs furent créés par Louis-Philippe Hébert.

## Figures allégoriques
|  |  |

## Bas-reliefs
|  |  |